# Dendronotus dalli
Dendronotus dalli är en snäckart som beskrevs av Bergh 1879. Dendronotus dalli ingår i släktet Dendronotus och familjen trädryggsniglar. Arten är reproducerande i Sverige. Inga underarter finns listade i Catalogue of Life.